# Valence
Valence [valɑ̃s] (okzitanisch Valença) ist die Hauptstadt des französischen Départements Drôme. Die Stadt liegt am linken Ufer der Rhone gegenüber von Guilherand-Granges im Département Ardèche und ist ein Industriezentrum und Umschlagplatz für Agrarprodukte. Die Stadt gilt als nördliches Tor zur Provence und hat 64.288 Einwohner (Stand 1. Januar 2022).

## Geschichte
Valence war im Altertum unter dem Namen Valentia Hauptort des keltischen Stammes der Segallauner (Segovellauni). Wahrscheinlich war es seit Caesar in der Mitte des 1. Jahrhunderts v. Chr. eine römische Kolonie im narbonensischen Gallien, die nicht nur Colonia Valentia (oder Ventia), sondern auch Civitas Valentinorum genannt wurde. Es liegen nur wenige Informationen über die Geschichte der Stadt in römischer Zeit vor. Inschriften bezeugen die damalige Existenz von Kulten für Kybele und Mercurius. Das Christentum fand hier seit Ende des zweiten Jahrhunderts Eingang. Die Stadt ist seit dem 4. Jahrhundert Sitz eines Bischofs, der in den folgenden Jahrhunderten auch die Regierungsgewalt über die Stadt besaß.
Unweit von Valentia schlug 407 Sarus, an der Spitze eines röm. Heeres, Justinian, einen Feldherrn Konstantins III. Nach der Schlacht belagerte er vergebens Valentia. 413 fiel die Stadt unter die Herrschaft der Westgoten sowie 507 unter jene der Franken. Mit dem Königreich Burgund kam Valence 1032 zum Heiligen Römischen Reich. Kaiser Friedrich I. Barbarossa bestätigte 1157 den Bischöfen der Stadt ihre Unabhängigkeit und garantierte, dass sie weiterhin die Lehnsherrschaft über Valence ausübten durften. Die Bischöfe lagen oft in Konflikt mit den Einwohnern von Valence sowie den Grafen von Valentinois, und um ihre Position gegenüber den letzteren zu stärken, vereinigte der Papst 1275 ihr Bistum mit jenem von Die.
1396 kam Valence an die Dauphiné, und 1449 akzeptierten die Bischöfe die Lehnshoheit des französischen Königs. 1452 gründete der Dauphin Louis, später König Ludwig XI., eine Universität in der Stadt. König Franz I. ließ die Stadt befestigen. Unter Bischof Jean de Monluc (1553–79) breitete sich der Protestantismus in Valence aus, das 1563 der Hauptort der Hugenotten der Provinz wurde. Die Aufhebung des Ediktes von Nantes mit dem Edikt von Fontainebleau (1685) versetzte der Wirtschaft, dem Handel und der Bevölkerung einen schweren Schlag. Im Zuge der Französischen Revolution wurde die Universität 1792 aufgehoben. 1799 starb Papst Pius VI. in Valence, der hier gefangen saß. Erst gegen Ende des 20. Jahrhunderts wurde wieder eine Universität in Valence errichtet.

### Einwohnerentwicklung
| Jahr                       | 1962   | 1968   | 1975   | 1982   | 1990   | 1999   | 2006   | 2017   | 2021   |
| -------------------------- | ------ | ------ | ------ | ------ | ------ | ------ | ------ | ------ | ------ |
| Einwohner                  | 52.532 | 62.358 | 68.604 | 66.356 | 63.437 | 64.260 | 65.263 | 63.714 | 64.483 |
| Quellen: Cassini und INSEE |        |        |        |        |        |        |        |        |        |

Valence zählte 1793 noch knapp 7.000 Einwohner, bis Anfang des 20. Jahrhunderts stieg die Bevölkerungszahl stetig bis auf 30.000 Einwohner an. Einen starken Anstieg gab es im Zeitraum von 1930 bis Mitte der 1970er Jahre, in dem sich die Einwohnerzahl mehr als verdoppelt hat. Seitdem ist sie leicht rückläufig.

## Wirtschaft
Valence ist ein landwirtschaftliches Handelszentrum für im Tal der Rhone angebautes Obst und Gemüse. In der Stadt gibt es u. a. metallurgische, Elektro-, Textil- und Nahrungsmittelindustrie sowie die Produktion von Schmuckwaren. Ferner besitzt Valence einen Industriehafen an der Rhone. In Valence hat das Unternehmen Latoxan seinen Sitz. Es ist eines der weltweit größten Unternehmen im Bereich des Handels mit pflanzlichen (beispielsweise Ricin – auch der Begleitsubstanz Ricinin) und tierischen Giften (beispielsweise von Schlangentoxinen, Skorpiontoxinen u. a.) und war 2021 Ausrichter des ersten EUVEN-Kongresses (EUVEN = European Venom Network).

## Verkehr

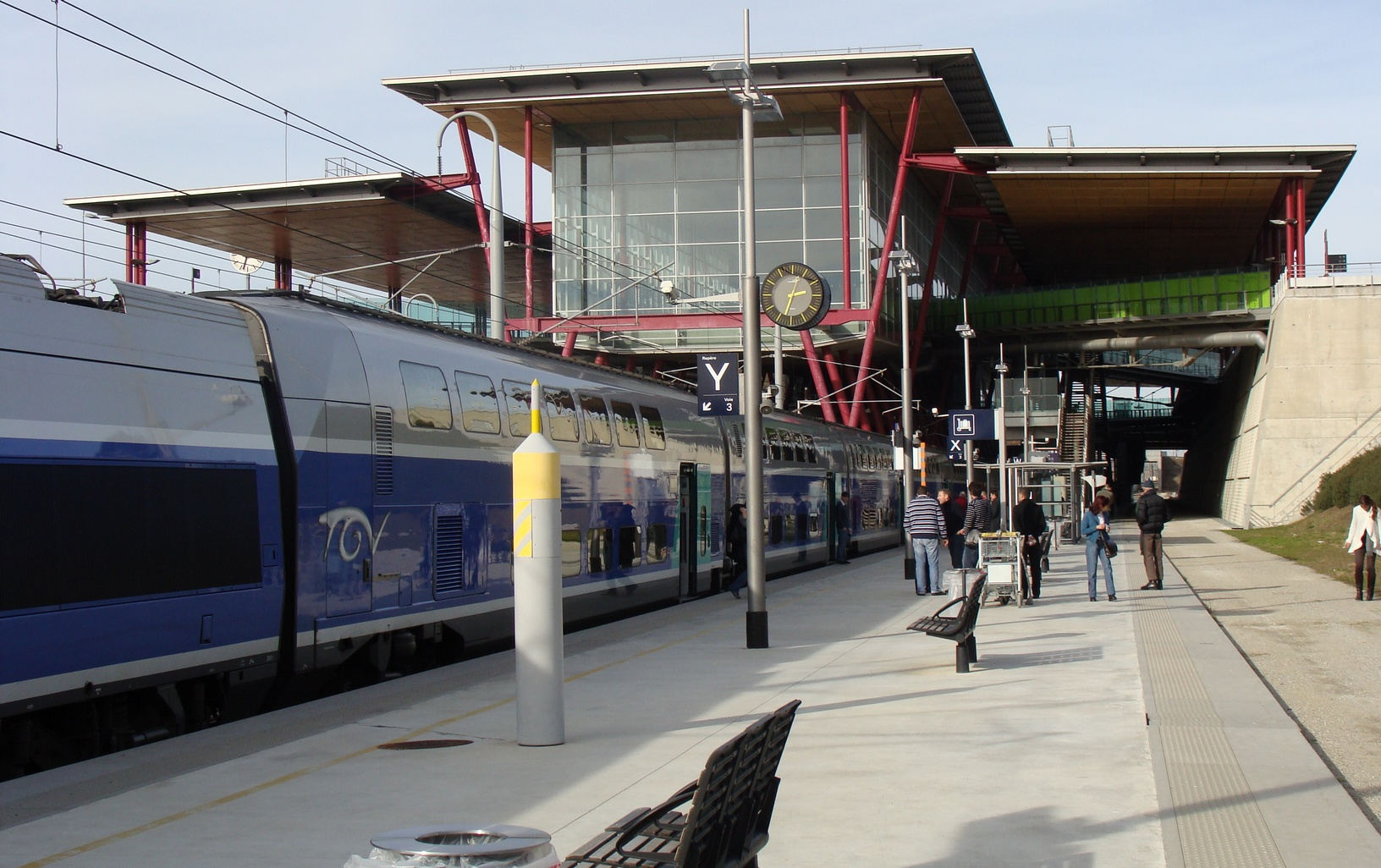
TGV-Bahnhof Valence

Zehn Kilometer vom Zentrum entfernt befindet sich der moderne Turmbahnhof Valence TGV. Die auf der oberen Ebene als Zubringer fungierenden TER Regionalverkehrszüge kreuzen die in der unteren Ebene verkehrenden TGV Hochgeschwindigkeitszüge der Verbindung Paris – (Lyon) – Marseille. Der französische Kriminalfilm „R.I.F.-Ich werde dich finden!“ aus dem Jahre 2010 wurde auch am TGV-Bahnhof von Valence gedreht. Valence hat auch einen Bahnhof im Stadtzentrum, an der Bahnstrecke Paris–Marseille. Dort befindet sich auch der zentrale Omnibusbahnhof.
Valence liegt unmittelbar an der Autobahn A7 (Autoroute du Soleil). Über die A7 ist Valence mit den Großräumen Lyon (etwa 100 km nördlich) und Marseille (etwa 210 km südlich) verbunden. Seit dem Bau der A7 in den 60er Jahren ist die Altstadt vom Flussufer der Rhône durch die Autobahn abgeschnitten. Es gibt Pläne, die A7 über eine Länge von 1,5 km in einen Tunnel bzw. in Tieflage zu verlegen, um dadurch den Zugang zum Rhôneufer wiederherzustellen. Allerdings wird dieses Projekt nicht vor dem Jahr 2025 durchgeführt werden können. Nach ersten Studien werden die Kosten auf voraussichtlich 500 Millionen Euro geschätzt, die zwischen dem französischen Staat, der Betreibergesellschaft der Autobahn Vinci Autoroutes, dem Departement Drôme und der Stadt Valence geteilt werden sollen.
Der Flughafen Valence-Chabeuil hat heute nur eine untergeordnete Bedeutung. Die Flughäfen Grenoble und Lyon liegen allerdings nur 80 bzw. 114 km entfernt.

## Bildung
In der Stadt befindet sich die Ingenieurschule École nationale supérieure d’ingénieurs des systèmes avancés et réseaux.

## Sehenswürdigkeiten
- Die romanische Kathedrale Saint-Apollinaire, Bischofskirche des Bistums Valence, geht auf einen mittelalterlichen Vorgängerbau aus dem 11. Jahrhundert zurück, der 1095 von Papst Urban II. geweiht wurde, während der Hugenottenkriege (1562–98) Beschädigungen erlitt und Anfang des 17. Jahrhunderts in sich zusammenstürzte. 1604–09 wurde die Kathedrale restauriert und 1861 der Turm erneuert. Am originalgetreuen Nachbau lässt sich immer noch die Durchmischung verschiedener Stilepochen ablesen. Die Bauform des Langhauses mit drei gleich hohen Schiffen lässt auf Architekten aus dem poitevinischen Raum schließen. Der Chorumgang mit radial angeordneten Kapellen ist typisch für die burgundische Romanik, die gerade Anzahl von vier Kapellen (im Burgund sind eher drei oder fünf geläufig) trifft man allerdings eher bei auvignatischen Bauten aus dem 12. Jahrhundert an. Vom mittelalterlichen Dekor ist noch ein Tympanon mit einer Darstellung des Weltgerichts am Südportal erhalten.[2]
- Der kleine, nach allen Seiten offene Zentralbau Le Pedentif im Renaissancestil befindet sich an der Nordseite der Kathedrale. Er wurde 1548 vom Domherrn Nicolas Mistral in Auftrag gegeben und diente dem Stifter und dessen Familie als Grablege.[2]
- Das Maison des Têtes an der Grande Rue besitzt eine bemerkenswert dekorierte Fassade. Der Palais datiert ins 16. Jahrhundert. Der Name des Gebäudes leitet sich von vier großen Kopfplastiken ab, die Personifikationen der Winde darstellen.[2]
- Der Musikpavillon Kiosque Peynet inspirierte den Grafiker Raymond Peynet zu zahlreichen seiner berühmten Liebespaar-Zeichnungen.
- Das Musée de Valence umfasst eine Kunstsammlung und eine Abteilung für Archäologie.
- Parc Jouvet
- Parc Jean-Perdrix mit zwei Wassertürmen und einem Amphitheater

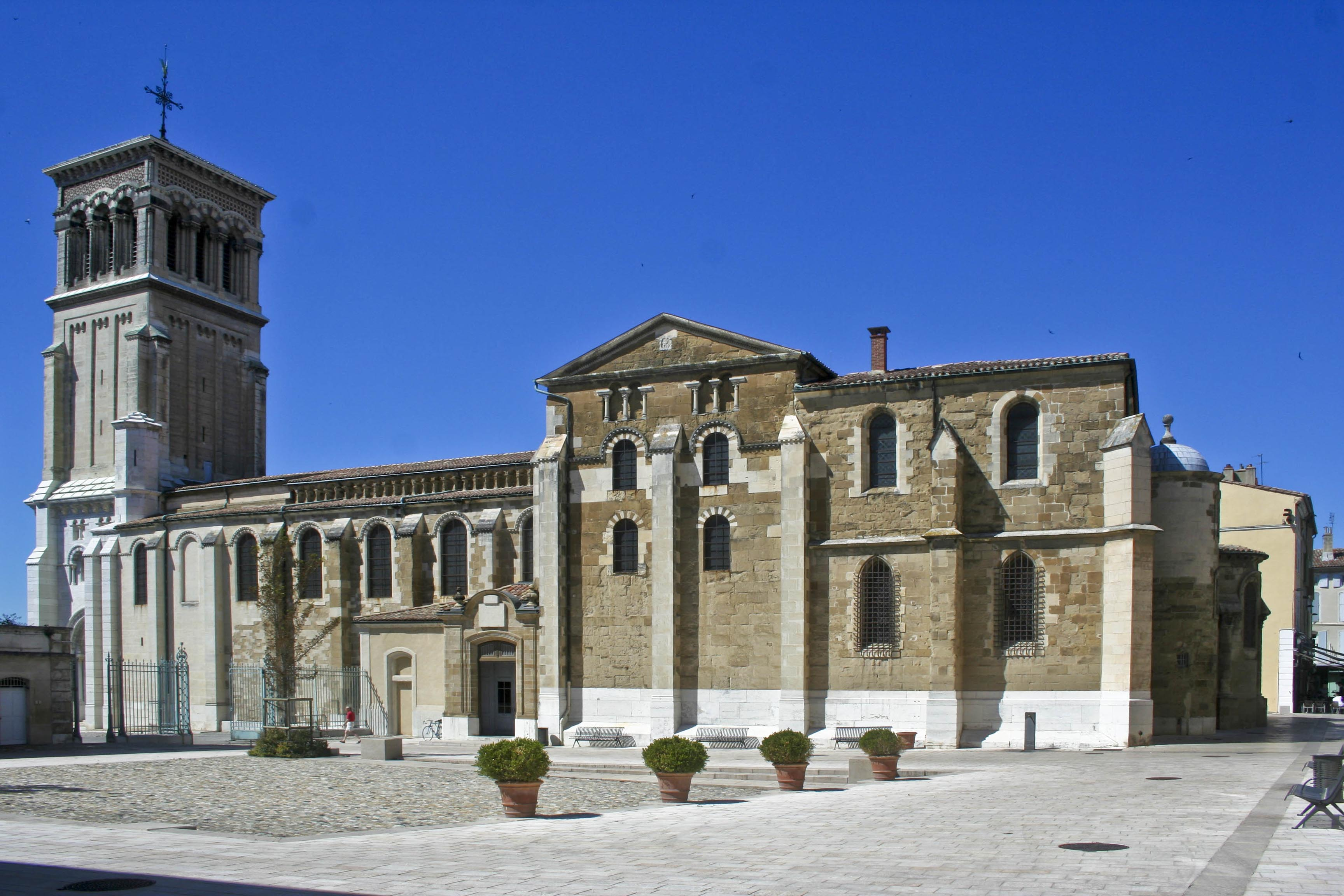
Kathedrale Saint-Apollinaire
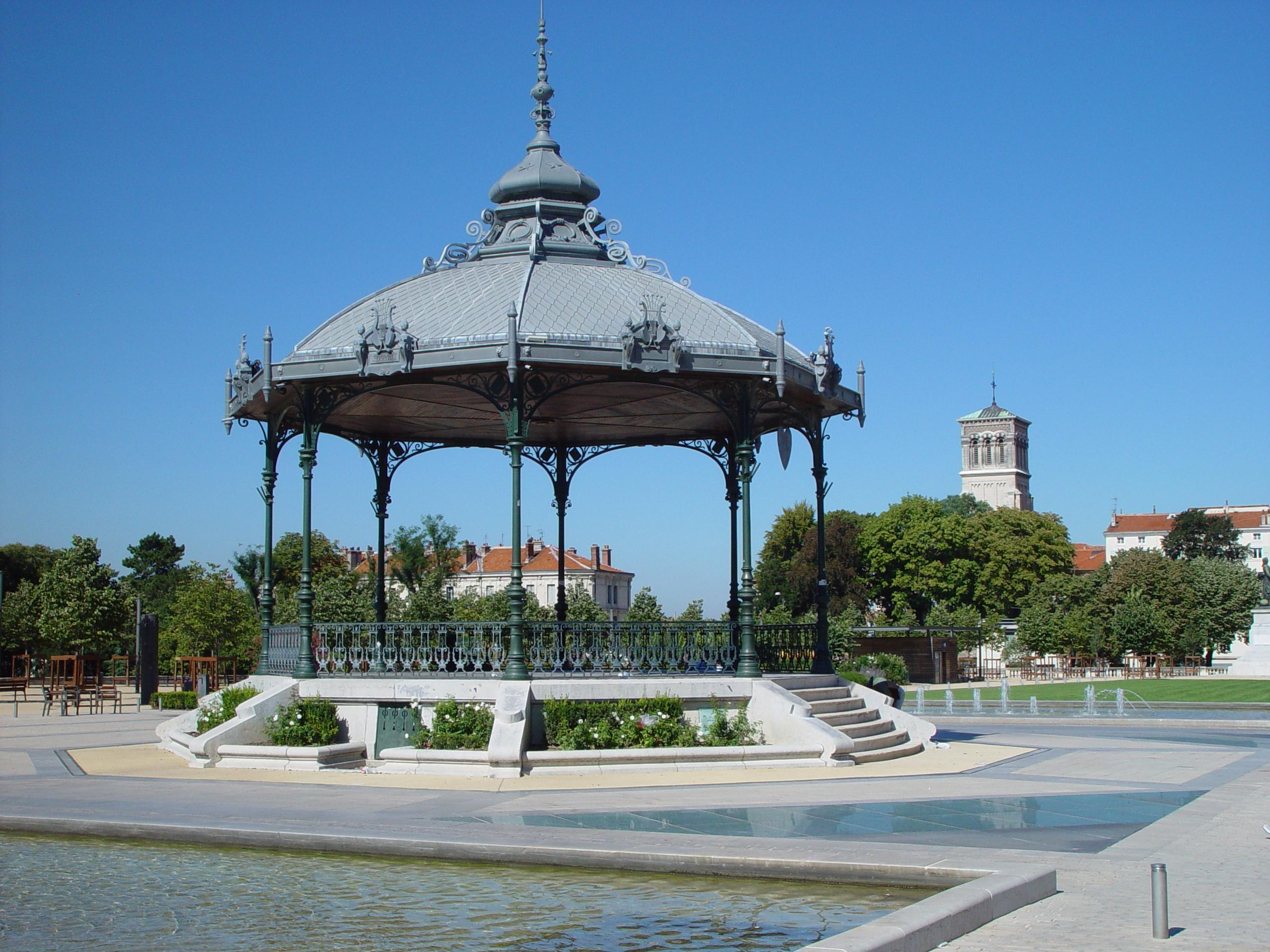
Valence, Kiosque Peynet an der Place du Champs de Mars
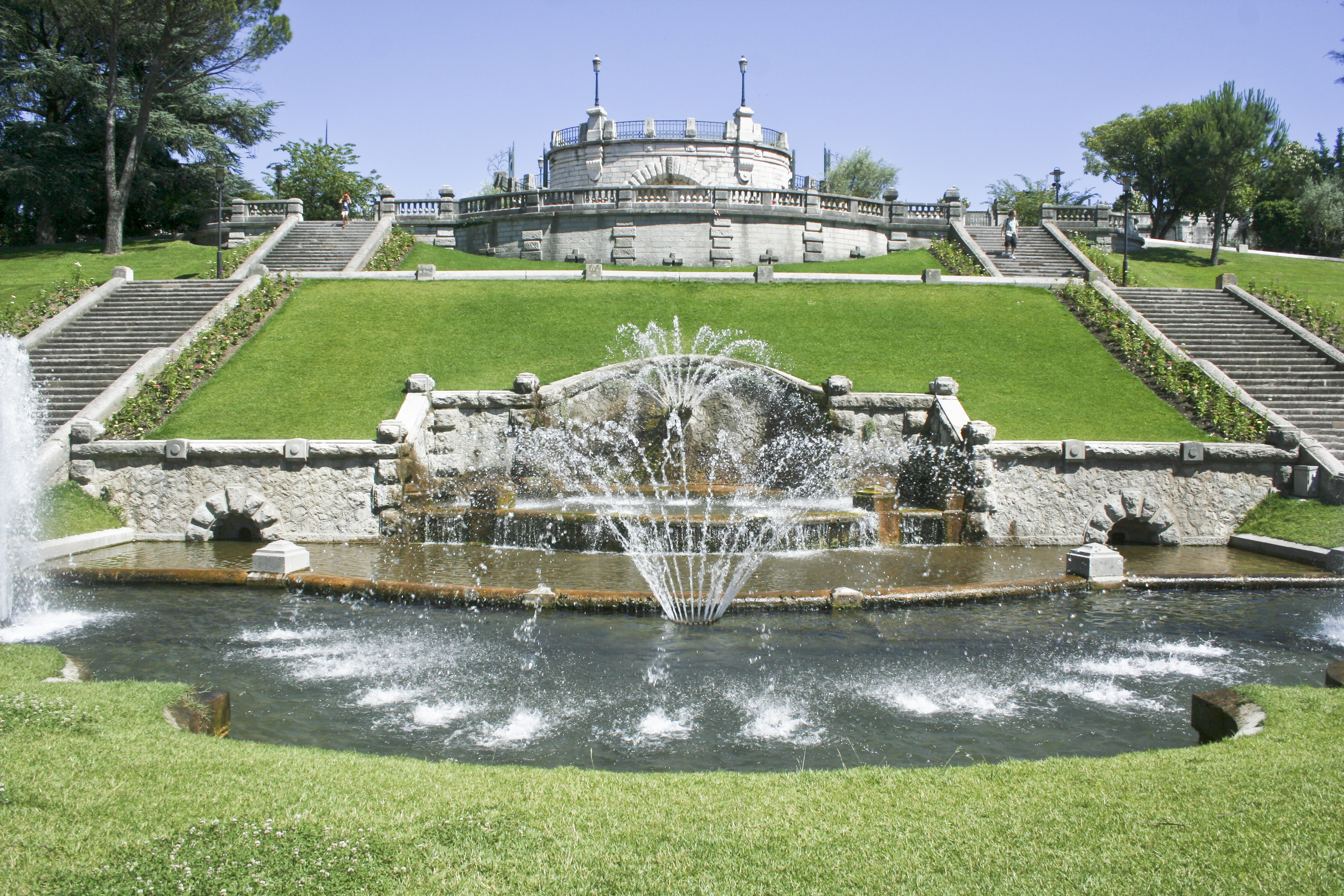
Springbrunnen im Parc Jouvet

## Städtepartnerschaften
Die Stadt unterhält Städtepartnerschaften zu
- Asti, Italien, seit 1966
- Biberach an der Riß, Deutschland, seit 1967
- Clacton-on-Sea, Vereinigtes Königreich, seit 1969
- Idschewan, Armenien, seit 1996
- Gedera, Israel, seit 1997
- Batrun, Libanon, seit 2005

Zudem ist die Stadt Mitglied des Bundes der europäischen Napoleonstädte.

## Persönlichkeiten
- Balthasar Baro (1600–1650), Literat, Mitglied der Académie françaiase
- Alexandre Camille Taponier (1749–1831), General
- Jean-Étienne Championnet (1762–1800), General
- Jean-Pierre Bachasson de Montalivet (1766–1823), Staatsmann
- Marthe Camille Bachasson de Montalivet (1801–1880), Staatsmann
- François-Régis de Martrin-Donos (1808–1880), Zisterzienserabt
- Jean Joseph Farre (1816–1887), General
- Émile Augier (1820–1889), Dramatiker, Lyriker und Librettist
- Louis Gallet (1835–1898), Librettist und Schriftsteller
- Jane Misme (1865–1935), Journalistin und Feministin
- Jean-Marc Bernard (1881–1915), Dichter
- Paul Ricœur (1913–2005), Philosoph
- Jacques Tardi (* 1946), Comiczeichner, Illustrator und Autor
- Frédéric Rossille (1955–2022), Komponist und Konzertpianist, Forscher und Essayist
- Alain Robert (* 1962), Freeclimber
- Pascal Robert (* 1963), Radrennfahrer
- Anne-Sophie Pic (* 1969), Meisterköchin
- Aline Camboulives (* 1973), Berg- und Langstreckenläuferin
- Franck Jurietti (* 1975), Fußballspieler
- Guillaume Gille (* 1976), Handballspieler
- Sébastien Chabal (* 1977), Rugbyspieler
- Nicolas Reynaud (* 1977), Radrennfahrer
- Bertrand Gille (* 1978), Handballspieler
- Gabriel Harel (* 1983), Animationsfilmer
- Frédéric Jean (* 1983), Biathlet und Biathlontrainer
- Jessy Moulin (* 1986), Fußballspieler
- Nelson Philippe (* 1986), Autorennfahrer
- Axel Domont (* 1990), Radrennfahrer
- Anne Sila (* 1990), Sängerin und Cellistin
- Selen Altunkulak (* 1997), türkisch-französische Fußballspielerin
- Léa Curinier (* 2001), Radrennfahrerin
- Claire Palou (* 2001), Hindernisläuferin

- Papst Pius VI. starb am 29. August 1799 als Gefangener in Valence